# Tillandsia 'Polly Ellen'
Tillandsia 'Polly Ellen' es un  cultivar híbrido del género Tillandsia perteneciente a la familia  Bromeliaceae.
Es un híbrido creado en el año 1989 con las especies Tillandsia balbisiana × Tillandsia polystachia.